# Voi thời kỳ Trung Quốc cổ đại

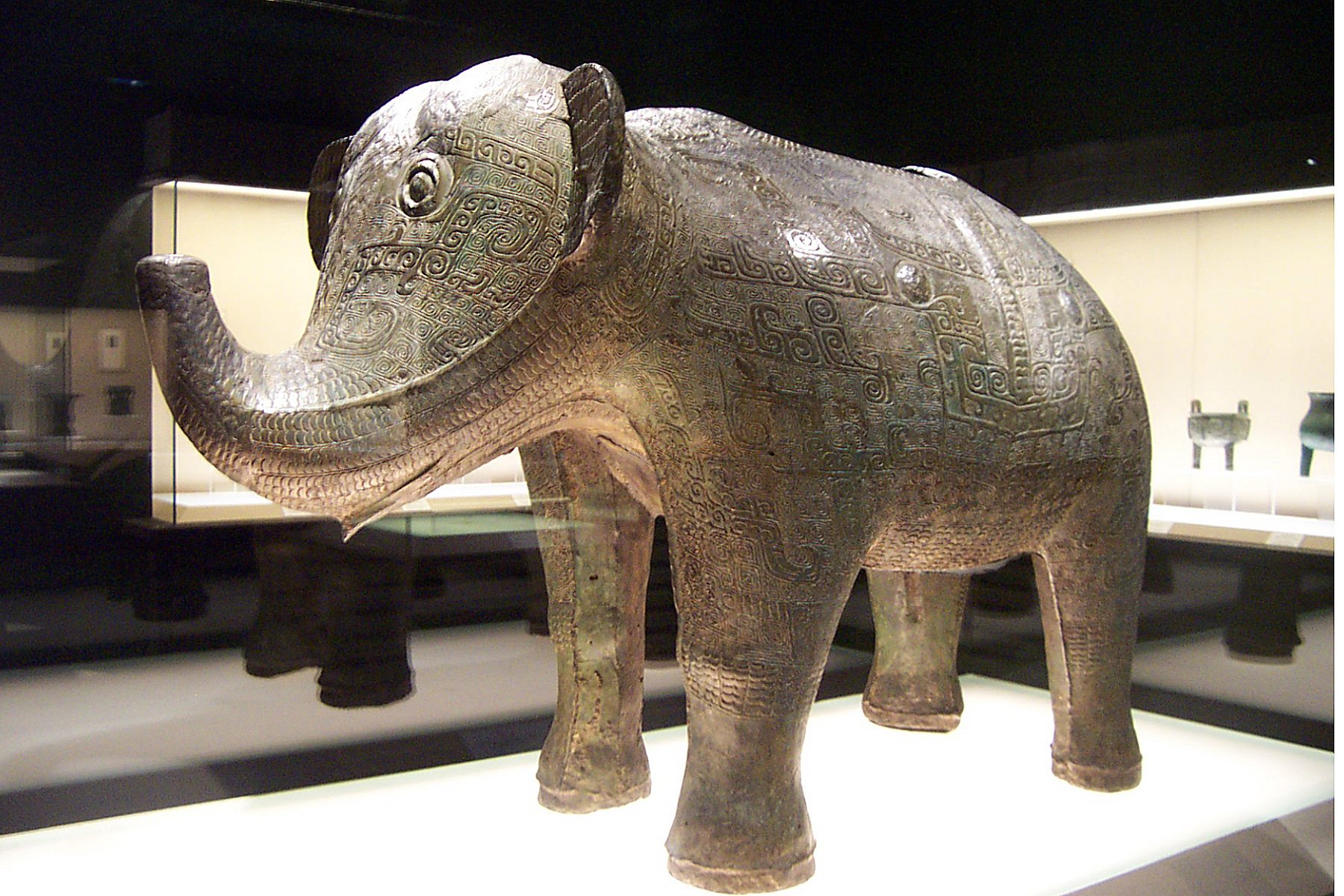
Tượng voi cổ đại bằng đồng ở Thượng Hải

Sự tồn tại của voi ở Trung Quốc cổ đại được chứng thực bằng cả bằng chứng khảo cổ học và bằng các ghi nhận trong tác phẩm nghệ thuật Trung Quốc. Loài voi này từ lâu được cho là thuộc một phân loài tuyệt chủng của voi châu Á, được đặt tên là Elephas maximus rubridens. Chúng sống ở miền Trung và miền Nam Trung Quốc trong giai đoạn trước thế kỷ 14 trước Công nguyên. Chúng từng sinh sống ở những vùng xa thuộc miền Bắc Trung Quốc như An Dương, Hà Nam.  Loài voi được đề cập trong các văn bản sớm nhất gồm Kinh Thi, Kinh Lễ và Tả truyện.
Vào tháng 12 năm 2012, một nghiên cứu của một nhóm các nhà khoa học từ Trung Quốc cho rằng voi sống ở Trung Quốc thời cổ đại (triều đại nhà Thương và nhà Chu) không thể là một phân loài của voi châu Á nhưng có lẽ thuộc về chi Palaeoloxodon. P. namadicus sinh sống tại vùng châu Á, nhưng không rõ liệu những con voi bí ẩn ở miền bắc Trung Quốc là hậu duệ còn sót lại của P. namadicus hay một loài voi đặc biệt riêng lẻ. Kết luận này được đưa ra sau khi nghiên cứu hài cốt của răng hàm và ngà voi Trung Quốc từ thế Holocene, cũng như kiểm tra các vật dụng bằng đồng sử dụng trong nghi lễ của các triều đại nhà Thương và Chu, tất cả đều mô tả những con voi có hai 'mấu thịt' trên vòi (trong khi voi Ấn Độ chỉ có một 'mấu thịt'). Các chuyên gia về hóa thạch loài voi Victoria Herridge và Adrian Lister không đồng ý với luồng quan điểm này và cho rằng các đặc điểm của bộ răng thực tế chỉ là do sự sai lệch độ tương phản, gây ra bởi hình ảnh có độ phân giải kém trong các tài liệu khoa học, đồng thời không có các bức ảnh có chất lượng tốt hơn.
Voi vẫn sống sót ở các tỉnh phía tây nam Trung Quốc sau sự tuyệt chủng của voi Trung Quốc, nhưng chúng thuộc một phân loài khác là voi Ấn Độ - Elephas maximus indicus.